# Johnny Walker
Walker Johnny da Silva Barra de Souza, mais conhecido como Johnny Walker (Belford Roxo, 30 de março de 1992), é um lutador profissional de artes marciais mistas que atualmente compete pelo UFC na categoria dos meio-pesados.

## Carreira no MMA
Walker fez sua estreia profissional no MMA em dezembro de 2013. Nos quatro anos seguintes, ele lutou no Brasil e conquistou um cartel de 10 vitórias e 3 derrotas, com todas as suas vitórias vindo por meio de paralisações.
Walker acabou recebendo uma oferta de um empresário escocês para treinar lá e se mudou para a Escócia. No entanto, depois de um mês, ele não recebeu pagamento e saiu. No início de 2018, Walker mudou-se para a Inglaterra, onde lutou por várias promoções e acrescentou mais 3 vitórias ao seu cartel e ganhou um lugar na série "Dana White's Contender Series Brazil 2" em agosto de 2018. Embora brasileiro, Walker optou por representar a Inglaterra, país em que ele sentiu que conseguiu alcançar seu potencial.

### Ultimate Fighting Championship
Estreou no UFC em 15 de novembro de 2018, no UFC Fight Night 140, contra o lutador norte-americano Khalil Rountree Jr.. O brasileiro venceu o combate por nocaute no primeiro assalto. Esse vitória lhe concedeu o seu primeiro prêmio de Performance da Noite.
Em sua próxima luta, Walker enfrentou Justin Ledet em 2 de fevereiro de 2019, no UFC Fight Night: Assunção vs. Moraes II. Ele venceu a luta por nocaute apenas 15 segundos no primeiro assalto. A vitória rendeu a Walker seu segundo prêmio consecutivo de Performance da Noite.
Em uma rápida reviravolta, Walker substituiu o lesionado Ovince Saint Preux para enfrentar Misha Cirkunov em 2 de março de 2019, no UFC 235. Ele venceu a luta por nocaute técnico no primeiro assalto. Após a luta, Walker afirmou que deslocou o ombro durante a comemoração. A vitória também rendeu a Walker seu terceiro prêmio consecutivo de Performance da Noite.
Em seguida, Walker enfrentou Corey Anderson em 2 de novembro de 2019 no UFC 244. Ele perdeu a luta por nocaute técnico no primeiro round.
Em 14 de março de 2020, no UFC Fight Night: Lee vs. Oliveira, Walker enfrentou Nikita Krylov. Ele perdeu a luta por decisão unânime.
Walker estava inicialmente programado para enfrentar Ryan Spann no UFC Fight Night: Overeem vs. Sakai em 5 de setembro de 2020. No entanto, Walker testou positivo para Covid-19 e a luta foi adiada para 19 de setembro de 2020 no UFC Fight Night: Covington vs. Woodley. Depois de ser derrubado duas vezes por Spann, Walker venceu a luta por nocaute no primeiro round.
Walker estava programado para enfrentar Jimmy Crute em 27 de março de 2021 no UFC 260. No entanto, Walker desistiu da luta no início de fevereiro alegando uma lesão no peito.
No dia 2 de outubro de 2021, Walker fez a luta principal do UFC Fight Night: Santos vs. Walker contra o também brasileiro Thiago Marreta. Johnny perdeu a luta por decisão unânime.
Como a primeira luta de seu novo contrato de seis lutas, Walker enfrentou Jamahal Hill em 19 de fevereiro de 2022 no evento principal do UFC Fight Night: Walker vs. Hill. Ele perdeu a luta por nocaute no primeiro round.

## Cartel no MMA
| Cartel no MMA   |             |            |
| 27 lutas        | 20 vitórias | 7 derrotas |
| Por nocaute     | 16          | 4          |
| Por finalização | 3           | 1          |
| Por decisão     | 1           | 2          |

| Res.    | Cartel   | Oponente                  | Método                                     | Evento                                           | Data       | Round | Tempo | Local                        | Notas                                                            |
| ------- | -------- | ------------------------- | ------------------------------------------ | ------------------------------------------------ | ---------- | ----- | ----- | ---------------------------- | ---------------------------------------------------------------- |
| NC      | 21-7 (1) | Magomed Ankalaev          | Sem Resultado                              | UFC 294: Makhachev vs. Volkanovski 2             | 21/10/2023 | 1     | 3:13  | Abu Dhabi                    | A luta ficou sem resultado após uma joelhada ilegal de Ankalaev. |
| Vitória | 21-7     | Anthony Smith             | Decisão (unânime)                          | UFC on ABC: Rozenstruik vs. Almeida              | 13/05/2023 | 3     | 5:00  | Charlotte, Carolina do Norte |                                                                  |
| Vitória | 20-7     | Paul Craig                | Nocate Técnico (socos)                     | UFC 283: Teixeira vs. Hill                       | 21/01/2023 | 1     | 2:16  | Rio de Janeiro               |                                                                  |
| Vitória | 19-7     | Ion Cuțelaba              | Finalização (mata leão)                    | UFC 279: Diaz vs. Ferguson                       | 10/09/2022 | 1     | 4:37  | Las Vegas, Nevada            | Peformance da Noite.                                             |
| Derrota | 18-7     | Jamahal Hill              | Nocaute (soco)                             | UFC Fight Night: Walker vs. Hill                 | 19/02/2022 | 1     | 2:55  | Las Vegas, Nevada            |                                                                  |
| Derrota | 18-6     | Thiago Marreta            | Decisão (unânime)                          | UFC Fight Night: Santos vs. Walker               | 01/10/2021 | 5     | 5:00  | Las Vegas, Nevada            |                                                                  |
| Vitória | 18-5     | Ryan Spann                | Nocaute (cotoveladas e socos)              | UFC Fight Night: Covington vs. Woodley           | 19/09/2020 | 1     | 2:43  | Las Vegas, Nevada            |                                                                  |
| Derrota | 17-5     | Nikita Krylov             | Decisão (unânime)                          | UFC Fight Night: Lee vs. Oliveira                | 14/03/2020 | 3     | 5:00  | Brasília                     |                                                                  |
| Derrota | 17-4     | Corey Anderson            | Nocaute Técnico (socos)                    | UFC 244: Masvidal vs. Diaz                       | 02/11/2019 | 1     | 2:07  | Nova Iorque, Nova Iorque     |                                                                  |
| Vitória | 17-3     | Misha Cirkunov            | Nocaute Técnico (joelhada voadora e socos) | UFC 235: Jones vs. Smith                         | 02/03/2019 | 1     | 0:36  | Las Vegas, Nevada            | Performance da Noite.                                            |
| Vitória | 16-3     | Justin Ledet              | Nocate Técnico (socos)                     | UFC Fight Night: Assunção vs. Morães II          | 02/02/2019 | 1     | 0:15  | Fortaleza                    | Performance da Noite.                                            |
| Vitória | 15-3     | Khalil Rountree           | Nocaute (cotoveladas)                      | UFC Fight Night: Magny vs. Ponzinibbio           | 17/11/2018 | 1     | 1:17  | Buenos Aires                 | Estreia no UFC; Performance da Noite.                            |
| Vitória | 14-3     | Henrique da Silva         | Decisão (unânime)                          | Dana White's Contender Series Brazil 2           | 11/08/2018 | 3     | 5:00  | Las Vegas, Nevada            |                                                                  |
| Vitória | 13-3     | Cheick Kone               | Nocaute Técnico (socos)                    | European Beatdown 3                              | 17/03/2018 | 1     | 2:14  | Mons                         | Retornou aos Meio Pesados; Ganhou o cinturão Meio Pesado do EBD. |
| Vitória | 12-3     | Jędrzej Maćkowiak         | Nocaute (joelhada e socos)                 | Krwawy Sport 1: Southampton                      | 11/03/2018 | 2     | 2:42  | Southampton                  | Estreia nos Pesados.                                             |
| Vitória | 11-3     | Stuart Austin             | Nocaute (joelhada)                         | Ultimate Challenge MMA 54                        | 10/02/2018 | 1     | 2:44  | Londres                      | Ganhou o Cinturão Meio Pesado do UCMMA.                          |
| Vitória | 10-3     | Rodrigo Jesus             | Nocaute Técnico (socos)                    | Brave Combat Federation 8: The Rise of Champions | 12/08/2017 | 1     | 2:18  | Curitiba                     |                                                                  |
| Vitória | 9-3      | Luis Guilherme de Andrade | Finalização (guilhotina)                   | Katana Fight: Gold Edition                       | 25/03/2017 | 1     | 0:29  | Colombo                      | Volta aos meio-pesados.                                          |
| Derrota | 8-3      | Henrique Silva Lopes      | Nocaute (socos)                            | Jungle Fight 88                                  | 25/06/2016 | 1     | 0:18  | Poços de Caldas              |                                                                  |
| Vitória | 8-2      | Fábio Vasconcelos         | Nocaute Técnico (socos)                    | Imortal FC 4: Dynamite                           | 21/05/2016 | 1     | 4:10  | São José dos Pinhais         |                                                                  |
| Derrota | 7-2      | Klidson Abreu             | Finalização (mata leão)                    | Samurai FC 12                                    | 10/10/2015 | 2     | 3:10  | Curitiba                     | Pelo Cinturão Peso Pesado Vago do Samurai FC.                    |
| Vitória | 7-1      | Murilo Grittz             | Nocaute Técnico (socos)                    | PRVT: Garuva Top Fight                           | 16/08/2015 | 1     | 0:56  | Garuva                       |                                                                  |
| Vitória | 6-1      | Marck Polimeno            | Finzalização (mata leão)                   | PRVT: Afonso Pena Top Fight 3                    | 28/06/2015 | 1     | 0:38  | São José dos Pinhais         |                                                                  |
| Vitória | 5-1      | Ricardo Pandora           | Nocaute Técnico (socos)                    | Imortal FC 1: The Invasion                       | 13/06/2015 | 1     | 3:20  | São José dos Pinhais         |                                                                  |
| Derrota | 4-1      | Andrew Flores Smith       | Nocaute Técnico (socos)                    | Peru Fighting Championship 21                    | 28/05/2015 | 3     | 0:28  | Lima                         |                                                                  |
| Derrota | 3-1      | Wagner Prado              | Nocaute Técnico (socos)                    | Team Nogueira Beach                              | 29/11/2014 | 2     | 3:40  | Rio de Janeiro               |                                                                  |
| Vitória | 3-0      | João Vitor Lopes da Silva | Nocaute Técnico (socos)                    | Gigante Fight MMA 2                              | 11/10/2014 | 1     | 1:02  | Rio de Janeiro               |                                                                  |
| Vitória | 2-0      | Vitor Casanova            | Nocaute Técnico (socos)                    | Ubá Fight 5                                      | 13/09/2019 | 1     | 4:38  | Ubá                          |                                                                  |
| Vitória | 1-0      | Francisco Francisco       | Nocaute Técnico (joelhadas e socos)        | Circuito Invictus de MMA 2                       | 14/12/2013 | 1     | 0:49  | Rio de Janeiro               |                                                                  |